# 宮本融
宮本 融（みやもと とおる、1965年7月28日 - ）は、日本の政治学者、政治家。

## 来歴・人物
筑波大学附属駒場高等学校卒業、東京大学法学部在学中に国家公務員採用第1種試験合格し1990年4月通産省入省。基礎産業局化学品安全課長補佐まで昇進し2000年1月退官。
北海道大学公共政策大学院助手、助教授、准教授を歴任。
2008年8月9日、次期第45回総選挙の立候補者として、北海道第4区の自由民主党支部委員会で、党公認に内定。8月23日、自民党選対委員長古賀誠と共に正式な出馬表明と公認申請を行った（4区は東大や通産省の先輩である町村信孝の中選挙区時代の地盤でもある）。2009年8月30日に第45回衆議院議員総選挙が行われたが、民主党幹部鉢呂吉雄に大敗し比例復活出来ず落選している。
その後はHBCラジオ「夕刊おがわ」の政治ニュースコメンテーターなどとしてメディア出演をしている。